# Ница Лазурен бряг Оупън
Ница Лазурен бряг Оупън (на френски: Open de Nice Côte d'Azur) е турнир по тенис за мъже, провеждан на открити клей кортове в Ница, Франция.

## История
Турнирът първоначално е основан през 1895 г. като Ница Интернешънъл, известен още като Ница Лоун Тенис Клъб Чемпиъншипс. Провежда се в Ница, Франция в Ница Лоун Тенис Клъб и се игра на открити клей кортове. Последният шампион на сингъл е Доминик Тийм от Австрия.
Първоначално е част от тенис веригата Гран при между 1970 и 1989 г. Търнирът се играе под различни (спонсорирани) имена от 1971 г. до 1995 г. През 2010 г. Ница става място на турнир на клей от серията 250, като заменя Австрия Оупън Кицбюел, в календара на ATP. Насрочен е седмица преди Откритото първенство на Франция. През ноември 2016 г. е обявено, че турнирът ще бъде заменен в календара за 2017 г. от ново събитие ATP Лион Оупън, тъй като мястото в Ница Лоун Тенис Клъб не може да бъде разширено.

## Финали

### Сингъл
| Година    | Шампион            | Финалист          | Резултат                            |
| --------- | ------------------ | ----------------- | ----------------------------------- |
| 2016      | Доминик Тийм       | Александър Зверев | 6 – 4, 3 – 6, 6 – 0                 |
| 2015      | Доминик Тийм       | Леонардо Майер    | 6 – 7(8–10), 7 – 5, 7 – 6(7–2)      |
| 2014      | Ернест Гулбис      | Федерико Делбонис | 6 – 1, 7 – 6(7–5)                   |
| 2013      | Алберт Монтанес    | Гаел Монфис       | 6 – 0, 7 – 6(7–3)                   |
| 2012      | Николас Алмагро    | Брайън Бейкър     | 6 – 3, 6 – 2                        |
| 2011      | Николас Алмагро    | Виктор Ханеску    | 6 – 7(5–7), 6 – 3, 6 – 3            |
| 2010      | Ришар Гаске        | Фернандо Вердаско | 6 – 3, 5 – 7, 7 – 6(7–5)            |
| 1996-2009 | Не се провежда     | Не се провежда    | Не се провежда                      |
| 1995      | Марк Росе          | Евгени Кафелников | 6 – 4, 6 – 0                        |
| 1994      | Алберто Берасатеги | Джим Къриър       | 6 – 4, 6 – 2                        |
| 1993      | Марк-Кевин Гьолнер | Иван Лендъл       | 1 – 6, 6 – 4, 6 – 2                 |
| 1992      | Габриел Маркус     | Хавиер Санчес     | 6 – 4, 6 – 4                        |
| 1991      | Мартин Хайте       | Горан Пърпич      | 3 – 6, 7 – 6, 6 – 3                 |
| 1990      | Хуан Агилера       | Ги Форже          | 2 – 6, 6 – 3, 6 – 4                 |
| 1989      | Андрей Чесноков    | Жером Потие       | 6 – 4, 6 – 4                        |
| 1988      | Анри Льоконт       | Жером Потие       | 6 – 2, 6 – 2                        |
| 1987      | Кент Карлсон       | Емилио Санчес     | 7 – 6, 6 – 3                        |
| 1986      | Емилио Санчес      | Пол Макнами       | 6 – 1, 6 – 3                        |
| 1985      | Анри Льоконт       | Виктор Пеки       | 6 – 4, 6 – 4                        |
| 1984      | Андрес Гомес       | Хенрик Сундстрьом | 6 – 1, 6 – 4                        |
| 1983      | Хенрик Сундстрьом  | Мануел Орантес    | 7 – 5, 4 – 6, 6 – 3                 |
| 1982      | Балаж Тароци       | Яник Ноа          | 6 – 2, 3 – 6, 13 – 11               |
| 1981      | Яник Ноа           | Марио Мартинес    | 6 – 4, 6 – 2                        |
| 1980      | Бьорн Борг         | Мануел Орантес    | 6 – 2, 6 – 0, 6 – 1                 |
| 1979      | Виктор Пеки        | Джон Александър   | 6 – 3, 6 – 2, 7 – 5                 |
| 1978      | Хосе Игерас        | Яник Ноа          | 6 – 3, 6 – 4, 6 – 4                 |
| 1977      | Бьорн Борг         | Гилермо Вилас     | 6 – 4, 1 – 6, 6 – 2, 6 – 0          |
| 1976      | Корадо Барадзути   | Ян Кодеш          | 6 – 2, 2 – 6, 5 – 7, 7 – 6, 8 – 6   |
| 1975      | Дик Крийли         | Иван Молина       | 7 – 6, 6 – 4, 6 – 3                 |
| 1974      | Не се провежда     | Не се провежда    | Не се провежда                      |
| 1973      | Мануел Орантес     | Адриано Паната    | 7 – 6, 5 – 7, 4 – 6, 7 – 6, 12 – 10 |
| 1972      | Илие Настасе       | Ян Кодеш          | 6 – 0, 6 – 4, 6 – 3                 |
| 1971      | Илие Настасе       | Ян Кодеш          | 10 – 8, 11 – 9, 6 – 1               |